# 神代櫻

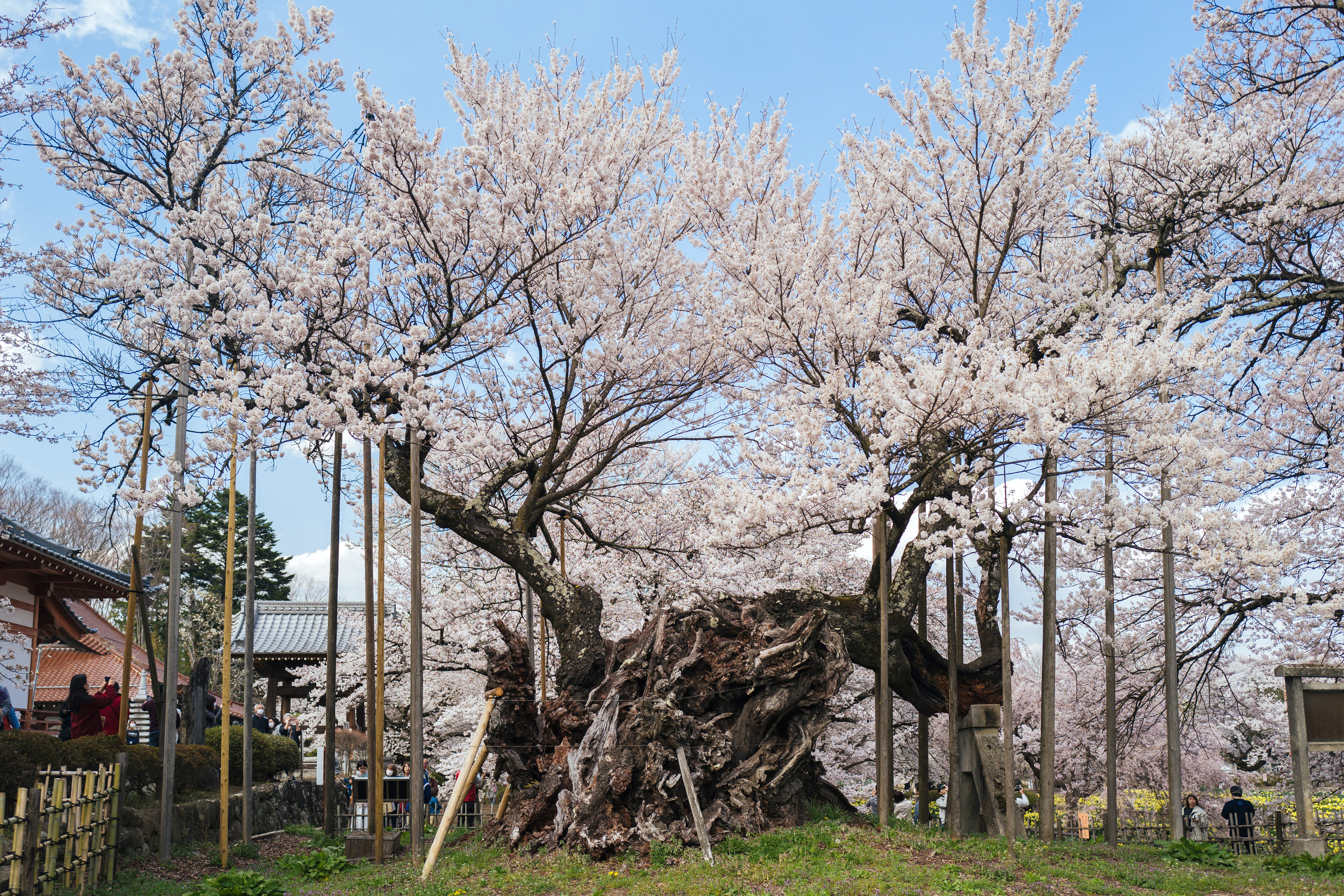
盛開的神代櫻

神代櫻（じんだいざくら）又稱山高神代櫻（やまたかじんだいざくら），樹齡2000年，位於日本山梨縣北杜市武川町山高「實相寺」內。 （页面存档备份，存于）
大正11年（1922）被評選為日本國家指定天然紀念物，1990年獲選為「新日本一百棵名樹」。與岐阜縣本巢市「淡墨櫻」及福島縣三春町「三春瀧櫻」，並列為日本三大名櫻。神代櫻名字的由來，是神話日本武尊(ヤマトタケルノミコト)東征回來時親手種下，因而名為神代櫻。 （页面存档备份，存于）

## 関連項目
- 一本桜
- 日本五大桜
- 宇宙桜